# Koji Nishimura
Koji Nishimura (født 7. juli 1984) er en japansk fodboldspiller.
Han har spillet for flere forskellige klubber i sin karriere, herunder Kyoto Sanga FC og Nagoya Grampus.